# Президентская библиотека Республики Беларусь
Президентская библиотека Республики Беларусь (англ. Presidential Library of the Republic of Belarus, бел. Прэзідэнцкая бібліятэка Рэспублікі Беларусь, официальное название — Государственное учреждение «Президентская библиотека Республики Беларусь») — одна из крупнейших научных специализированных библиотек Республики Беларусь. Расположена в здании Дома Правительства в Минске.

## История
Основана 10 декабря 1933 года как специальное отделение (филиал) Государственной библиотеки и Библиографического института БССР имени В. И. Ленина при Доме Правительства. Отделение осуществляло функции научного справочно-информационного центра по вопросам государственного управления, экономики и права.
По распоряжению Совета Народных Комиссаров Правительственная библиотека включена в число организаций, получающих обязательный экземпляр печатных изданий. В 1938 году библиотеке присвоено имя А. М. Горького и определено наименование — Правительственная библиотека им. А. М. Горького. К началу 1941 года библиотека стала ведущей специальной библиотекой республики, третьей по величине и значимости среди крупнейших библиотек БССР.
В годы Второй Мировой войны фонд библиотеки не эвакуировался и был разграблен немецко-фашистскими захватчиками. Работа по восстановлению фонда библиотеки началась ещё до освобождения Минска. 8 июля 1944 года Правительственная библиотека первая среди научных библиотек республики начала работу в освобожденном Минске.
После возобновления деятельности библиотека обслуживала не только руководящие кадры республики, работников Совнаркома, Президиума Верховного Совета, наркоматов, но и руководителей промышленных предприятий, научных работников, студентов. В 1956 году за библиотекой закрепляется функция Республиканской научно-технической библиотеки. На неё возложено организационно-методическое руководство сетью технических библиотек республики. В 1960 году открывается межбиблиотечный абонемент (МБА) для библиотек всех систем и ведомств республики, всего СССР.
- 1 января 1934 — 19 ноября 1935 — Низовцева (имя и отчество не установлены)
- 19 ноября 1935 — 1 декабря 1965 — Семен Осипович Ошерович
- 1 декабря 1965 — 11 июля 1983 — Павел Павлович Архипец
- 11 июля 1983 — 10 октября 1996 — Эдуард Николаевич Цыганков
- 10 октября 1996 — 5 января 2011 — София Васильевна Юдо
- с 1 февраля 2011 — Сергей Иванович Квачан

В 1964 году библиотека стала инициатором создания «кольцевого» МБА, на основе которого была создана республиканская система МБА.
В 1965 году на базе Правительственной библиотеки создан Зональный Совет технических библиотек Литвы, Латвии, Эстонии, Белоруссии и Калининградской области — Школа обмена опытом работы. В 1977 году библиотека передает методическое руководство сетью технических библиотек вновь созданной Республиканской научно-технической библиотеке и сосредотачивает свою деятельность на информационно-библиографическом обслуживании органов государственной власти и управления.
В 1994 году распоряжением Президента Белоруссии библиотека преобразована в Президентскую библиотеку Республики Беларусь и переведена в подчинение Администрации Президента. 1994 год отмечен началом активного внедрения в библиотеке электронных технологий.

## Фонд
Библиотека обладает собранием отечественных и зарубежных документов на разных языках объёмом более 1,5 млн единиц хранения, получает бесплатный обязательный экземпляр всех отечественных изданий. Ежегодный репертуар подписных периодических изданий составляет 1600 названий, в целом фонд насчитывает около 2000 названий периодических изданий.

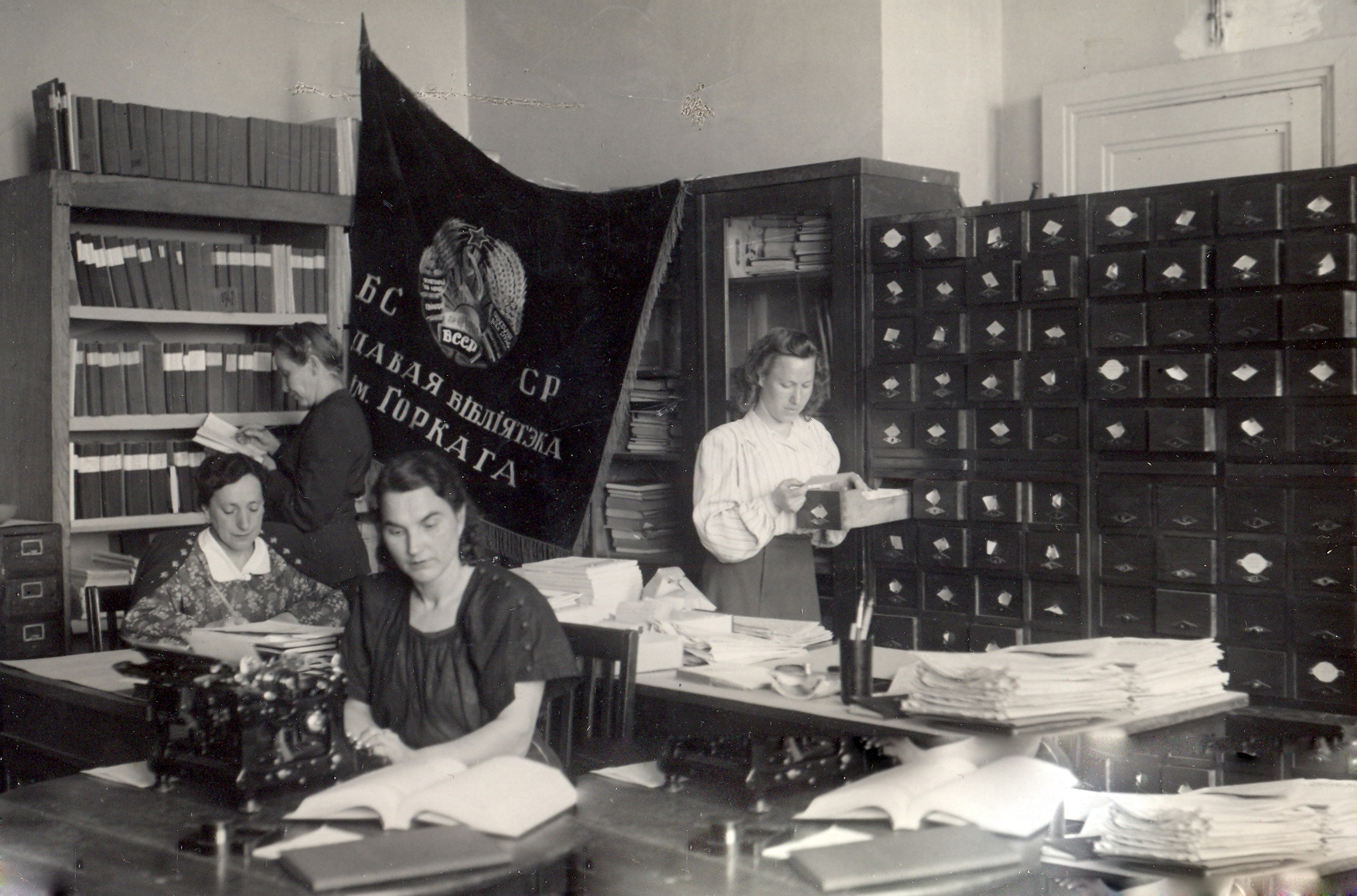
Правительственная библиотека им. А. М. Горького. Отдел комплектования, отдел библиографии, отдел кабинета советского строительства, 1950

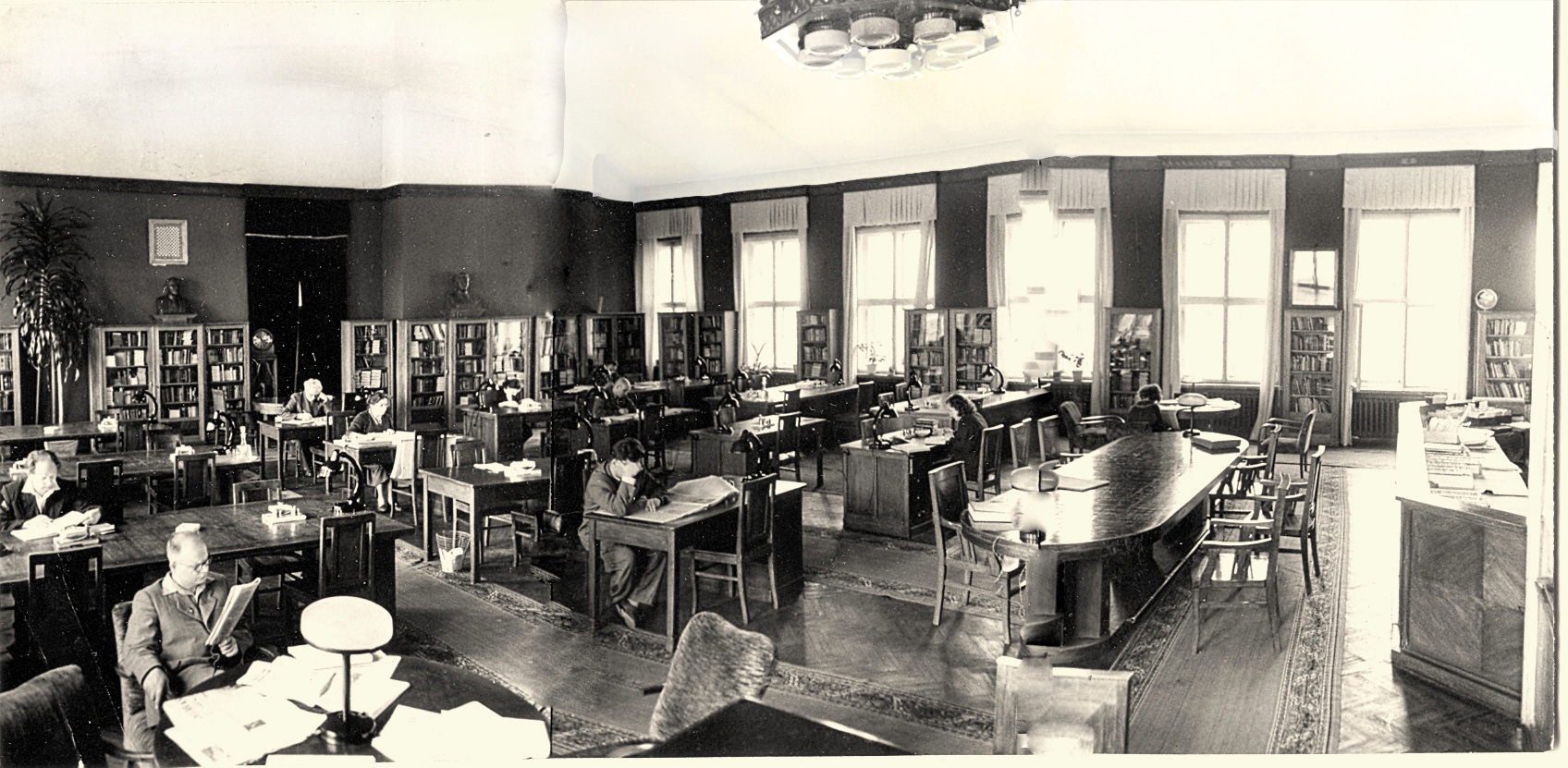
Читальный зал Правительственной библиотеки им. А. М. Горького, 1959 год

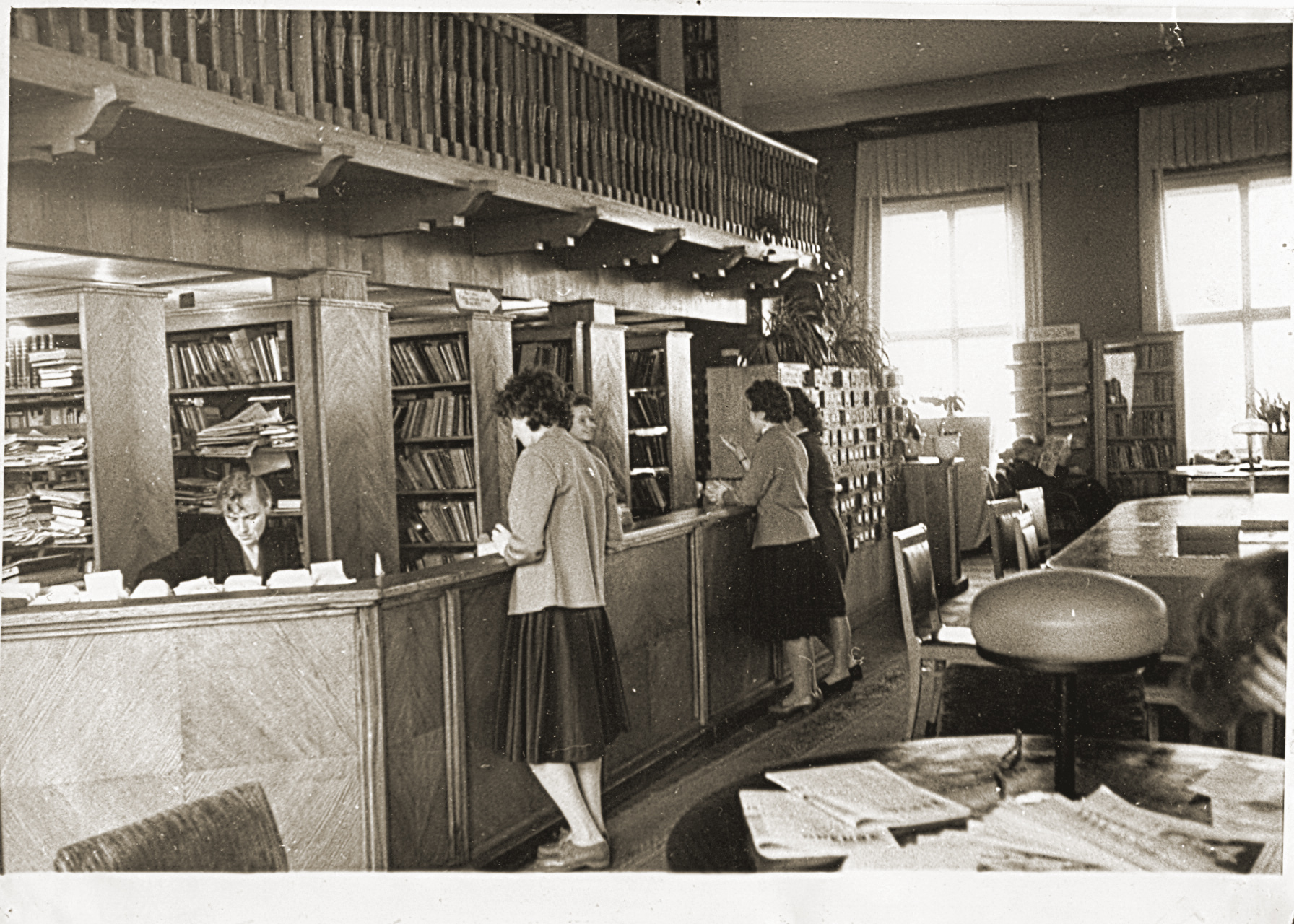
Абонемент Правительственной библиотеки
им. А. М. Горького. 1962 год

Фонд библиотеки располагает информационными ресурсами на традиционных и электронных носителях, информационные ресурсы являются общедоступными. Ограничения по их использованию определяются только в целях охраны особо редких и ценных документов. Гордостью библиотеки является фонд редких и ценных изданий, среди которых — части собраний Несвижской ординации Радзивиллов, Русской Тургеневской библиотеки в Париже, книги из частных собраний известных белорусских государственных деятелей и ученых, коллекции старопечатных книг, гражданской печати XVIII века, изданий белорусской диаспоры и др.
В 2000 году от библиофила Алеся Барковского библиотека получила в дар представительную коллекцию “Издания белорусского зарубежья” (около 300 экземпляров).

## Современное состояние
Президентская библиотека Республики Беларусь является:
- республиканским отраслевым библиотечно-информационным центром и центром научно-вспомогательной библиографии по проблемам государственного управления и парламентаризма, права, экономики и общественным наукам;
- центром национального межбиблиотечного абонемента по проблемам государственного управления и парламентаризма, права, экономики и общественным наукам;
- региональной библиотекой Всемирного Банка реконструкции и развития;
- держателем фонда технических нормативных правовых актов;
- хранилищем ценнейших собраний редких и ценных документов[3].

### Организация работы библиотеки
В структуре библиотеки — 13 отделов. Ежегодно библиотека обслуживает около 39 тысяч индивидуальных и коллективных пользователей. Благодаря существующей системе читальных залов и широкому спектру виртуальных услуг (сервисов) Президентская библиотека является доступной для разных категорий пользователей. С декабря 2006 года внедрена интернет–система, включающая в себя службу электронного заказа документов на кафедру выдачи библиотеки, службу электронной доставки фрагментов документов, виртуальную справочно-библиографическую службу. Доступ к виртуальным сервисам предоставляется с сайта Президентской библиотеки Республики Беларусь.
Функционирование всех библиотечно-информационных (технологических) процессов обеспечивает Автоматизированная библиотечная информационная система (АБИС) нового поколения, эксплуатация которой началась в мае 2009 года. Президентская библиотека Республики Беларусь активно сотрудничает с библиотеками правительственных учреждений Польши, стран Балтии, СНГ. Среди её партнеров — Библиотека Законодательной палаты Олий Мажлиса Республики Узбекистан, Библиотека Сейма Республики Польша, Парламентская библиотека Российской Федерации, Парламентская библиотека Республики Молдова, Президентская библиотека Управления делами Президента Азербайджанской Республики, Библиотека Верховной Рады Украины, Библиотека Милли Меджлиса (Парламента) Азербайджанской Республики, Российская национальная библиотека.
Информационно-библиотечное обслуживание осуществляется также в филиалах библиотеки: в Администрации Президента Республики Беларусь, в Исполнительном комитете СНГ.

## Проекты библиотеки
Наиболее ценная и уникальная часть документальных ресурсов Президентской библиотеки Республики Беларусь, доступ к которым носит ограниченный характер, раскрывается посредством реализации проектов, направленных, в первую очередь, на создание электронных коллекций.

### Проекты, реализованные в 2006—2010 годах
Электронный банк данных источников конституционного права Республики Беларусь X—XXI вв. Реализован совместно с Национальным центром правовой информации Республики Беларусь (НЦПИ). Интернет-доступ к полнотекстовому ресурсу осуществляется с Национального правового Интернет-портала Республики Беларусь, рубрика «Помнікі гісторыі права Беларусі», а также с сайта Президентской библиотеки Республики Беларусь в разделе «Проекты». Также этот уникальный информационный ресурс выпущен в виде компакт-диска «Помнікі гісторыі права Беларусі», что стало возможным при поддержке Национальной комиссии Республики Беларусь по делам ЮНЕСКО.
Полнотекстовое электронное издание «История конституционного права Беларуси». Реализован Президентской библиотекой Республики Беларусь в 2010 г. Ресурс предлагает ознакомиться с библиографией по конституционному праву Беларуси X—XXI вв., полными текстами Конституций БССР с изменениями и дополнениями, текстами конституционных актов, действовавших на территории Беларуси в 1941—1945 годах.

### Текущие проекты
Электронная коллекция «Государственные, политические и общественные деятели Беларуси». Биобиблиографический ресурс, предлагающий информацию о политических и общественных деятелях прошлого и настоящего Республики Беларусь с начала XX в. Массив информационных (текстовых и графических) персонализированных ресурсов представлен в следующем виде: биографическая справка о лице; фотоизображение (при наличии); библиография (лицо в качестве автора); персоналия (информация о лице). В перспективе — преобразование базы данных в полнотекстовый ресурс. Ввод в эксплуатацию электронной коллекции запланирован на начало 2011 года. Актуализация материала ресурса будет происходить с периодичностью раз в полгода. Доступ к электронной коллекции локальный. В дальнейшем электронная коллекция «Государственные, политические и общественные деятели Беларуси» будет выставлена в открытом доступе на сайте Президентской библиотеки Республики Беларусь.
Электронное издание «Архив выступлений Президента Республики Беларусь: 1994—2001 гг.». Включает выступления и публикации Президента Республики Беларусь А. Г. Лукашенко, а также материалы о его деятельности. Доступ к электронному архиву предполагается предоставлять локально.
Электронная коллекция «Друк Беларусі 1941—1945 гг.», в которую вошли уникальные листовки, газеты, журналы, плакаты военного времени. Данная коллекция является частью документального культурного наследия нашей страны и представляет историческую ценность. Работа над созданием коллекции продолжается.
Создание базы данных «Правовые акты и литература по праву Беларуси с IX в. по XX в. (до 1917 г.)». База данных будет представлена в виде библиографического указателя документов по различным отраслям права за указанный период. В указатель войдут документы как из фонда Президентской библиотеки Республики Беларусь, так и из фондов иных библиотек. Основной массив документов составят библиографические записи на аналитические материалы правовой тематики, а также на нормативные правовые акты. В указателе также найдет отражение библиография библиографии по отраслям права. В процессе дальнейшей работы в рамках базы данных планируется выделить ряд самостоятельных коллекций.
Среди прочих проектов необходимо отметить участие библиотеки в качестве организации-партнёра в корпоративном проекте белорусских библиотек по обеспечению доступа к электронным информационным ресурсам виртуального читального зала Национальной библиотеки Беларуси. Данный проект содействует формированию единого информационного пространства республики, а также способствует обеспечению равных возможностей доступа к национальным и мировым информационным ресурсам для всех пользователей.

## Музей библиотеки
Визитной карточкой библиотеки по праву можно считать музей истории Президентской библиотеки Республики Беларусь. Цель его создания — сохранение истории и распространение уникального опыта библиотеки как специализированного библиотечного учреждения Беларуси в сфере информационного обслуживания органов власти и управления. Первая экспозиция музея открылась в 2008 году, когда библиотека отмечала свой 75-летний юбилей. Созданием первой экспозиции занимались исключительно сотрудники библиотеки. Экспозиция рассказывает об основных этапах развития библиотеки, её директорах, ключевых фигурах библиотеки, основных пользователях и партнерах, социальной политике, формах работы, корпоративных мифах и др. В качестве экспонатов музея выступают различные документы: общественно-политические и личные, грамоты, газеты, книги, фотографии, альбомы, значки и памятные медали, личные воспоминания работников нашей библиотеки о событиях, прошедших в разные периоды времени и др.
В рамках научно-исследовательской работы по созданию музея в результате архивных изысканий кропотливо восстанавливались исторические корни Президентской библиотеки. Поиск материалов осуществлялся по четырём взаимосвязанным направлениям:
1. исторические предшественники — библиотечные, информационные, канцелярско-архивные и т. п. учреждения — аналогичные Президентской библиотеке Республики Беларусь по своим функциям (интерес представляли задачи, методы и формы их работы, фонды, отчетность, финансирование, ведомственная принадлежность, штаты);
2. информационные потребности государственной власти прошлых времен;
3. правовые документно-информационные потоки в различные периоды белорусской государственности;
4. исторически сложившиеся коллекции, представленные в фондах Президентской библиотеки Республики Беларусь.

В результате были впервые установлены личности довоенных работников, собраны уникальные архивные материалы, которые легли в основу истории библиотеки.